# 阮玉貞柔
美宅公主阮玉貞柔（越南语：／；1840年10月15日—1902年4月21日），越南阮朝明命帝第六十一女，生母宮人黎氏聰。

## 生平
明命二十一年九月二十日（1840年10月15日），阮玉貞柔在順化皇城出生。嗣德初，下嫁駙馬都尉阮常講（Nguyễn Thường Giảng）。嗣德二十二年（1869年），嗣德帝封貞柔為美宅公主。成泰十四年三月十四日（1902年4月21日），公主去世，享年六十三歲，諡美淑。